# 浙江省永嘉中学
浙江省永嘉中学是位于浙江省温州市永嘉县的一所高级中学。创立于1957年，是浙江省一级重点中学、浙江省首批特色师范学校。